# 呉服町 (名古屋市)
呉服町（ごふくちょう）は、愛知県名古屋市中区にあった町名。

## 歴史
江戸期は名古屋城下の町人町の1つであった。

### 町名の由来
清洲城下にあった通呉服町が移転した清洲越しよる町名であり、「通」をとって呉服町としたものである。由来そのものは不詳。

### 沿革
- 1871年（明治4年） - 常盤町を合併[4]。
- 1878年（明治11年）12月20日 - 郡区町村編制法により、名古屋区呉服町となる[4]。
- 1889年（明治22年）10月1日 - 市制施行に伴い、名古屋市呉服町となる[4]。
- 1908年（明治41年）4月1日 - 行政区新設に伴い、東区所属となる[4]。
- 1944年（昭和19年）2月11日 - 栄区新設に伴い、栄区所属となる[4]。
- 1945年（昭和20年）11月3日 - 栄区が中区に統合され、中区所属となる[4]。
- 1966年（昭和41年）3月30日 - 住居表示実施に伴い、全域が丸の内三丁目・錦三丁目となり消滅[4]。